# Periplanone B
Periplanone B is een feromoon dat voorkomt bij de Amerikaanse kakkerlak. Het is een lokstof die wordt uitgescheiden om een partner te vinden. Periplanone B heeft een complexe structuur en heeft als molecuulformule C15H20O3.
De verbinding werd in 1952 beschreven en in 1976 geïsoleerd, in 1979 werd het voor het eerst gesynthetiseerd.